# 大塚博堂
大塚 博堂（おおつか はくどう、本名の読み：おおつか ひろたか、1944年3月22日 - 1981年5月18日）は、ニューミュージックのシンガーソングライター。大分県別府市出身。東洋音楽大学（現：東京音楽大学）声楽科中退。活動時の所属事務所は渡辺プロダクション。
以下の表記は、「博堂」で統一する。

## 人物
1972年（昭和47年）に「大塚たけし」名義で歌手デビュー、デビュー曲は「自由に生きてほしい」。作曲：井上忠夫、作詞：阿久悠の音楽祭用の楽曲であったが、ヒットには繋がらなかった。その後クラブやライブハウスでの弾き語りの活動が評判になり、1976年（昭和51年）6月26日、『ダスティン・ホフマンになれなかったよ』で32歳での再デビュー。これが評価され、遅咲きながらも『めぐり逢い紡いで』、『過ぎ去りし想い出は』や『季節の中に埋もれて』などの曲で活発な音楽活動を行ったが、1981年（昭和56年）5月18日に脳内出血のため37歳で急逝した。5年間の活動に凝縮された彼の曲は、レコード化されたものが約80曲、没後に発表されたものを含めて約90曲ある。その他、小野寺昭、岩城滉一、ペギー葉山など他歌手に提供した歌が40曲ほどある。

## 経歴
ステージ活動を中心にして全国を回り、"愛を唄う吟遊詩人"として徐々に人気を高めていった。ファン層は20代・30代を中心とした女性が多く、コンサートでは涙を流しながら博堂の歌を聴く女性ファンが多かったと伝えられている。トレードマークはヒゲとサングラスで、コンサートは、年間100か所以上を数えた。
初期の作品は、デビュー曲『ダスティン・ホフマンになれなかったよ』を作詞した藤公之介と組んだものが多かったが、3枚目のアルバム『もう少しの居眠りを』から作詞家るい（本名：小坂洋二）が登場する。るいは博堂が所属する渡辺プロダクションの社員で、博堂担当のマネージャーだった。また、後期は山川啓介と数曲組んでいる。そして最後のアルバム『感傷』では、全作品の作詞を阿久悠が行っている。
博堂の没後も、曲を唄い継いでいる歌手達がいる。主にシャンソン系の歌手が、自分のライブなどで唄うことが多いが、大塚郷（博堂の甥）、田口徹、山田友人など、主に博堂の歌を唄って活動している歌手もいる。
また、「大塚博堂倶楽部」というファン組織が現存している。13回忌に「博堂メモリアルライブ」の企画で集まったファンの呼びかけで、1994年（平成6年）10月1日に出来た「大塚博堂ネットワーク」がその前身であり、1995年（平成7年）5月18日に『大塚博堂旅立ち15回周年メモリアルライブ』が、特別ゲストにペギー葉山を迎えて武蔵野公会堂で開催された。その後、「大塚博堂ネットワーク」は発展的に解散し、同年10月に「大塚博堂倶楽部」として結成された。その後、博堂の曲を21世紀に残すための活動や、メールマガジン「大塚博堂倶楽部通信」の発行などをしている。

## 略歴
- 1944年（昭和19年）3月22日 大分県別府市にて6人兄弟の末っ子として誕生。
- 1959年（昭和34年） 別府市立青山中学合唱部所属 大分県合唱コンクール優勝。中学時代に「NHKのど自慢大会」に出場し、県大会で入賞。
- 1960年（昭和35年）4月 大分県立別府緑丘高等学校（現・大分県立芸術緑丘高等学校） 音楽科入学。
- 1963年（昭和38年）4月 東洋音楽大学 声楽科入学。
- 1966年（昭和41年） 東洋音楽大学 声楽科中退。
- 1966年（昭和41年） - 1967年（昭和42年） 別府市の音楽喫茶などで唄う。
- 1968年（昭和43年）3月 - 博多のクラブ「絹」「長島」「88」などでジャズシンガーとして活動。
- 1972年（昭和47年）
  - 7月7日 渡辺プロダクションにスカウトされて上京。
  - 8月 「大塚たけし」の芸名でデビュー。 シングル「自由に生きてほしい」をワーナー・パイオニアから発売。
  - 9月29日 「日本歌謡祭'72」に出場、「自由に生きてほしい」を唄う。
- 1973年（昭和48年）8月 2枚目シングル 「風は知らない」を発売、フジテレビのドラマ「トリプル捜査線」の主題歌に採用される。
- 1974年（昭和49年） - 1975年（昭和50年） 「大塚たけし」の名前でシングルレコードを2枚発売したが、ほとんど仕事がなく、博堂の不遇時代。この頃、藤公之介の詩集と出会い、気に入った詩に勝手に作曲して歌を作っていた。
- 1975年（昭和50年）秋 青山のクラブ「バルセロナ」での、オリジナル曲の弾き語りが評判となる。
- 1976年（昭和51年）
  - 6月25日 フィリップス・レコードから、シングル「ダスティン・ホフマンになれなかったよ」でデビュー。
  - 8月23日放映開始のNHK銀河テレビ小説「幻のぶどう園」挿入歌に「ダスティン・ホフマンになれなかったよ」が採用される。
  - 8月25日 初のアルバム「ダスティン・ホフマンになれなかったよ」発売。
  - 10月6日 横浜音楽祭 「ダスティン・ホフマンになれなかったよ」で出場。最優秀新人賞受賞。
- 1978年（昭和53年）
  - 2月13日 フジテレビ「夜のヒットスタジオ」で「哀しみ通せんぼ」を唄う。
  - 4月 渡辺プロダクションが、若者のニューミュージック指向を高めようと「ノンストップ」プロジェクトを立ち上げ、博堂もその一員となる（メンバーは、大塚博堂・太田裕美・桑江知子・山下久美子・ルイス・ララ）。
  - 6月9日 第5回広島平和音楽祭に「めぐり逢い紡いで」と「小さな幸福でよければ」で出場。
  - 12月31日 第29回NHK紅白歌合戦で布施明が「めぐり逢い紡いで」を唄う。
- 1979年（昭和54年）
  - エーザイのCMソングに「もう子供でも鳥でもないんだから」採用される。
  - 5月20日 東京音楽祭に「もう子供でも鳥でもないんだから」で出場。
  - NHKテレビで「旅でもしようか」が、NHK-FMのイメージソングとして放送される。
  - 日本テレビのドラマ「聖女房」の主題歌に「青春は最後のおとぎ話」が採用される。
  - 11月10日 フジテレビのドラマ、西武スペシャル・「女が職場を去る日」（原作：沖藤典子）主題歌に「花びらは風に」が採用される。
  - 12月15日 日本テレビのドラマ「ちょっとマイウェイ」、第10話「またメチャメチャになっちゃうよ」に桃井かおり演じる浅井なつみの元恋人のジャズピアニスト・藤倉信夫役で出演。
- 1980年（昭和55年）
  - 11月21日 フィリップス・レコードから東芝EMIに移籍し、「センチメンタルな私小説」発売。
  - 「センチメンタルな私小説」が、NHKのイメージソングとして放送される。
- 1981年（昭和56年）
  - 「春は横顔」が、マックスファクター春のキャンペーンソングに採用される。キャッチフレーズは「春は横顔 新発見」（3月までCMで放送される）。
  - 3月21日 東京音楽祭に「トマトジュースで追いかえすのかい」で出場。
  - 4月10日 福島県郡山市でのコンサートが、春の全国ツアー最後となる。
  - 5月5日 NHKテレビ「子供の歌のフェスティバル」に出演。
  - 5月14日 早朝、目黒区青葉台のマンション自宅で脳内出血により倒れる。
  - 5月18日 入院中の東邦大学付属大橋病院にて逝去、37歳没。
  - 5月19日 東京都品川区の桐ヶ谷寺で告別式が行われる。

### 没後・イベント
- 1981年（昭和56年）
  - 6月8日 札幌市「札幌市民会館」にて「追悼の夕べ」
  - 7月5日 大分市「レインボービル」にて博堂追悼コンサート「言い遺したサヨウナラ」
  - 7月7日 福岡市「南市民センター文化ホール」にて博堂追悼コンサート
  - 7月14日 名古屋市「芸音劇場」にて博堂追悼レコード・フィルムコンサート
  - 7月20日 東京にて（詳細不明）
  - 8月25日 別府市「別府中央公民館」にて百ヶ日追悼コンサート「早すぎた時の流れ」
  - 10月5日 - 9日 銀座「博品館劇場」にて博堂追悼ミュージカル「ダスティン・ホフマンになれなかったよ」が上演される。演出は藤公之介、たちはらるいが博堂役。
- 1982年（昭和57年）
  - 5月 - 長崎市にて毎年5月末に博堂の同級生、松田しょうじが追悼ライブ開催
  - 5月18日 「大分文化会館」にて、博堂忌〜大塚博堂一周忌コンサート（ゲスト：江本孟紀）
  - 7月20日 名古屋市「愛知厚生年金会館」にて「翔び続けよ!! ダスティン・ホフマン」〜ピアノとバイオリンで奏でる大塚博堂の世界〜
- 1984年（昭和59年）
  - 5月6日 新宿「ルイード」にて、3回忌追悼集会「大塚博堂同窓会」が開催された。博堂の母も出席し、「ダスティン・ホフマンになれなかったよ」120万枚突破のゴールデンディスク受賞。
  - 6月10日 日比谷のNECショールームにて「あれから3年、大塚博堂」ビデオコンサート
- 1995年（平成7年）5月18日 武蔵野公会堂でイベント
  - 司会：藤公之介 ゲスト：ペギー葉山・原大輔・青木裕史・大塚郷
- 1999年（平成11年）12月14日 仙台市においてイベント
  - 司会：藤公之介 ゲスト：加藤久仁彦・ケーシー・ランキン・田代美代子・シルビア・グラブ・田口徹
- 2000年（平成12年） 博堂を歌う100曲コンサートを各地を回って一年間開催
  - ナビゲーター：藤公之介 歌手：加藤久仁彦・山田友人・オユンナ・塚田三喜夫 ピアノ：戸塚修 ヴァイオリン：天野紀子

## 作品

### シングル

#### 大塚たけし名義
| #                    | 発売日               | タイトル             | B面                  | 規格                 | 規格品番             | 初収録アルバム                       |
| ワーナー・パイオニア | ワーナー・パイオニア | ワーナー・パイオニア | ワーナー・パイオニア | ワーナー・パイオニア | ワーナー・パイオニア | ワーナー・パイオニア                 |
| -------------------- | -------------------- | -------------------- | -------------------- | -------------------- | -------------------- | ------------------------------------ |
| 1st                  | 1972年9月25日        | 自由に生きてほしい   | 薔薇のトゲ           | EP盤                 | L-1103R              |                                      |
| 2nd                  | 1973年8月            | 風は知らない         | 愛は燃えつきて       | EP盤                 | L-1147R              | ベストセレクション・博堂は風になった |

#### 大塚博堂名義
| #                             | 発売日                        | タイトル                             | B面                                | 規格                          | 規格品番                      | 初収録アルバム                       |
| フィリップス・レコード (生前) | フィリップス・レコード (生前) | フィリップス・レコード (生前)        | フィリップス・レコード (生前)      | フィリップス・レコード (生前) | フィリップス・レコード (生前) | フィリップス・レコード (生前)        |
| ----------------------------- | ----------------------------- | ------------------------------------ | ---------------------------------- | ----------------------------- | ----------------------------- | ------------------------------------ |
| 1st                           | 1976年6月25日                 | ダスティン・ホフマンになれなかったよ | 坂の上の二階                       | EP盤                          | FS-2015                       | ダスティン・ホフマンになれなかったよ |
| 2nd                           | 1977年3月5日                  | 過ぎ去りし想い出は                   | 夕暮れのような微笑                 | EP盤                          | FS-2043                       | 過ぎ去りし想い出は                   |
| 3rd                           | 1977年8月25日                 | 季節の中に埋もれて                   | 旅でもしようか                     | EP盤                          | FS-2065                       | ダスティン・ホフマンになれなかったよ |
| 4th                           | 1978年2月5日                  | 哀しみ通せんぼ                       | 翌朝                               | EP盤                          | FS-2075                       | もう少しの居眠りを                   |
| 5th                           | 1978年7月5日                  | めぐり逢い紡いで                     | 小さな幸福でよければ               | EP盤                          | FS-2104                       | もう少しの居眠りを                   |
| 6th                           | 1978年11月5日                 | LOVE IS GONE                         | ピアノコンチェルトは聞こえない     | EP盤                          | FS-2118                       | LOVE IS GONE                         |
| 7th                           | 1979年4月5日                  | もう子供でも鳥でもないんだから       | 星への階段 (Stairway to the stars) | EP盤                          | FS-2138                       | もう子供でも鳥でもないんだから       |
| 8th                           | 1979年10月5日                 | 青春は最後のおとぎ話                 | 異人館通り                         | EP盤                          | FS-2161                       | 青春は最後のおとぎ話                 |
| 9th                           | 1980年4月25日                 | 愁雨                                 | 花びらは風に                       | EP盤                          | FS-2178                       | 大塚博堂・ストーリー                 |
| 東芝EMI / EXPRESS (生前)      |                               |                                      |                                    |                               |                               |                                      |
| 10th                          | 1980年11月21日                | センチメンタルな私小説               | ブルー・ダンシング                 | EP盤                          | ETP-17083                     | 感傷                                 |
| 11th                          | 1981年2月5日                  | 春は横顔                             | たそがれ                           | EP盤                          | ETP-17119                     | 感傷                                 |
| フィリップス・レコード (没後) |                               |                                      |                                    |                               |                               |                                      |
| 12th                          | 1981年6月16日                 | Never Could Say Good-bye             | 映画館                             | EP盤                          | 7PL-36                        | 大塚博堂・FOREVER                    |
| 13th                          | 1981年6月16日                 | 娘をよろしく                         | 娘をよろしく (カラオケ)            | EP盤                          | 7PL-37                        | 過ぎ去りし想い出は                   |
| 東芝EMI / EXPRESS (没後)      |                               |                                      |                                    |                               |                               |                                      |
| 14th                          | 1981年7月21日                 | トマトジュースで追いかえすのかい     | 処女（おとめ）よ                   | EP盤                          | PRT-1075                      | 感傷                                 |

### オリジナル・アルバム
※オリジナル・アルバムは全てユニバーサルミュージックよりCD化されている。
| #                                  | 発売日                 | タイトル                             | 規格                   | 規格品番               |
| フィリップス・レコード             | フィリップス・レコード | フィリップス・レコード               | フィリップス・レコード | フィリップス・レコード |
| ---------------------------------- | ---------------------- | ------------------------------------ | ---------------------- | ---------------------- |
| 1st                                | 1976年8月25日          | ダスティン・ホフマンになれなかったよ | LP盤                   | S-7035                 |
| 2nd                                | 1977年3月5日           | 過ぎ去りし想い出は                   | LP盤                   | S-7005                 |
| 3rd                                | 1978年2月5日           | もう少しの居眠りを                   | LP盤                   | S-7036                 |
| 4th                                | 1978年11月5日          | LOVE IS GONE                         | LP盤                   | S-7066                 |
| 5th                                | 1979年4月25日          | もう子供でも鳥でもないんだから       | LP盤                   | S-7080                 |
| 6th                                | 1979年10月25日         | 青春は最後のおとぎ話                 | LP盤                   | S-7090                 |
| 東芝EMI / EXPRESS                  |                        |                                      |                        |                        |
| 7th                                | 1981年2月21日          | 感傷                                 | LP盤                   | ETP-90048              |
| ユニバーサルミュージックから再発売 |                        |                                      |                        |                        |
| 1st                                | 2023年1月25日          | ダスティン・ホフマンになれなかったよ | CD                     | UPCY-90185             |
| 2nd                                | 2023年1月25日          | 過ぎ去りし想い出は                   | CD                     | UPCY-90186             |
| 3rd                                | 2023年1月25日          | もう少しの居眠りを                   | CD                     | UPCY-90187             |
| 4th                                | 2023年1月25日          | LOVE IS GONE                         | CD                     | UPCY-90188             |
| 5th                                | 2023年1月25日          | もう子供でも鳥でもないんだから       | CD                     | UPCY-90189             |
| 6th                                | 2023年1月25日          | 青春は最後のおとぎ話                 | CD                     | UPCY-90190             |
| 7th                                | 2023年1月25日          | 感傷                                 | CD                     | UPCY-90191             |

### ライブ・アルバム
| #                      | 発売日                 | タイトル                       | 規格                   | 規格品番               |
| フィリップス・レコード | フィリップス・レコード | フィリップス・レコード         | フィリップス・レコード | フィリップス・レコード |
| ---------------------- | ---------------------- | ------------------------------ | ---------------------- | ---------------------- |
| 1st                    | 1980年7月25日          | 大塚博堂ライブ                 | LP盤                   | S-7105                 |
| 2nd                    | 1984年5月21日          | 大塚博堂・PERFECT LIVE         | LP盤                   | 20PL-29/30             |
| 3rd                    | 1986年4月25日          | 大塚博堂・ラストライブ         | CD                     | 32LD-74                |
| アポロン               |                        |                                |                        |                        |
| 4th                    | 1989年11月5日          | 大塚博堂 ライヴ・スペシャル    | CD                     | APCA-1021              |
| アイネットワーク       |                        |                                |                        |                        |
| 5th                    | 2001年7月21日          | ライブベスト・博堂は風になった | CD                     | EWCC-86028             |

### ベスト・アルバム
| #                                            | 発売日                 | タイトル                                                 | 規格                   | 規格品番               |
| フィリップス・レコード                       | フィリップス・レコード | フィリップス・レコード                                   | フィリップス・レコード | フィリップス・レコード |
| -------------------------------------------- | ---------------------- | -------------------------------------------------------- | ---------------------- | ---------------------- |
| 1st                                          | 1981年8月25日          | 大塚博堂・FOREVER                                        | LP盤                   | 28PL-13                |
| 2nd                                          | 1981年12月5日          | 大塚博堂・デラックス・パッケージ'82                      | LP盤                   | 20PL-11/2              |
| 3rd                                          | 不明                   | 大塚博堂・ゴールデンアンソロジー                         | LP盤                   | 20PL-37/8              |
| 4th                                          | 1986年1月25日          | 大塚博堂・ストーリー                                     | CD                     | 32LD-55                |
| 5th                                          | 1987年9月30日          | ダスティン・ホフマンになれなかったよ〜過ぎ去りし想い出は | CD                     | 35LD-506               |
| 6th                                          | 1989年8月15日          | 大塚博堂・THE BEST                                       | CD                     | PLD-8016               |
| 7th                                          | 1993年5月26日          | 大塚博堂・NEW BEST                                       | CD                     | PHCL-2019              |
| マーキュリー・ミュージックエンタテインメント |                        |                                                          |                        |                        |
| 8th                                          | 1996年11月21日         | 1800シリーズ・大塚博堂                                   | CD                     | PHCL-4004              |
| 9th                                          | 1999年7月1日           | あの日あの時                                             | CD                     | PHCL-1017              |
| 渡辺音楽出版                                 |                        |                                                          |                        |                        |
| 10th                                         | 2001年9月15日          | ベストセレクション・博堂は風になった                     | CD                     | WMP-10027              |
| キティMME                                    |                        |                                                          |                        |                        |
| 11th                                         | 2001年12月19日         | 大塚博堂・スーパーバリュー                               | CD                     | UMCK-8509              |
| USM JAPAN                                    |                        |                                                          |                        |                        |
| 12th                                         | 2003年11月26日         | 大塚博堂 GOLDEN☆BEST 大塚博堂 シングルス                 | CD                     | UICZ-6028              |
| 13th                                         | 2005年11月9日          | 大塚博堂・ベスト10                                       | CD                     | UPCY-9015              |
| 14th                                         | 2006年8月30日          | 大塚博堂・MEMORIAL BEST + LAST LIVE                      | CD                     | UPCY-6159/60           |
| 15th                                         | 2007年8月22日          | エッセンシャル・ベスト 大塚博堂                          | CD                     | UPCY-9129              |
| 16th                                         | 2008年11月7日          | 大塚博堂 ベストセレクション                              | CD                     | TRUE-1032              |

### タイアップ一覧
| 楽曲                           | タイアップ                                             | 収録作品                                   |
| ------------------------------ | ------------------------------------------------------ | ------------------------------------------ |
| 風は知らない                   | フジテレビ放映『トリプル捜査線』主題歌                 | シングル「風は知らない」                   |
| 旅でもしようか                 | NHK キャンペーンソング                                 | シングル「季節の中に埋もれて」             |
| もう子供でも鳥でもないんだから | エーザイ『セロポン』CMソング                           | シングル「もう子供でも鳥でもないんだから」 |
| 青春は最後のおとぎ話           | よみうりテレビ制作・日本テレビ系ドラマ『聖女房』主題歌 | シングル「青春は最後のおとぎ話」           |
| 花びらは風に                   | フジテレビ系ドラマ『女が職場を去る日』主題歌           | シングル「愁雨」                           |
| センチメンタルな私小説         | NHK キャンペーンソング                                 | シングル「センチメンタルな私小説」         |
| 春は横顔                       | マックスファクター 春のキャンペーンソング              | シングル「春は横顔」                       |

## 提供曲
- 葵まつり - 「桜模様」「心しらず」（作詞：竜真知子 編曲：クニ河内）1980年 EP
- 青木裕史 - 「かすみ草哀歌」（作詞：るい 編曲：石川大明）1985年 EP
- 石川ひとみ - 「ショッキング・ブルー」（作詞：松岡つばめ 編曲：大村雅朗）1978年12月21日 LP「くるみ割り人形」
- 伊勢功一 - 「サザンクロス」（作詞：藤公之介 作曲：ジョルジュ 滝名義）1981年 EP
- 岩城滉一 - 「風媒花」「CHANGING MINDS」「心寂しき狩人」（作詞：るい 編曲：津村泰彦）1982年 LP「HUNTER」
- 小野寺昭 - 「やがてむらさき」「水彩画の少女」「旅に出ませんか」（作詞：藤公之介 編曲：小六禮次郎 ※作曲・ジョルジュ滝名義）1977年11月 LP「旅・青春・ふるさと」
- 加門亮 - 「風に吹かれて」（作詞：やしろよう 編曲：石倉重信）※注：たちはらるい「人を愛したら」と同曲、詞違い。2001年10月24日　CD「旅人-夢の向こうに-」
- 具志堅用高 - 「やつが行く」（作詞：藤公之介 編曲：小笠原寛）「今度生まれて来る時は」（作詞：るい 編曲：あかのたちお）1979年 LP「拳」
- 古賀孝 - 「RAIN RAIN RAIN」「泣き顔美人」（作詞：大内田たか子 編曲：惣領泰則）1982年 LP「哀しみはイエスタデー」
- 斉藤とも子 - 「陽のあたる坂道」（作詞：るい 編曲：戸塚修）1979年12月 EP「青春プラスアルファ」B面 「きっと夕焼け」（作詞：森雪之丞 編曲：井上鑑）1980年1月5日 LP「たけくらべ」
- 佐藤光政 - 「悪口」（作詞：藤公之介 編曲：石田勝範 ※作曲・ジョルジュ滝名義）EP
- 高田ジョニー - 「ひとときの安らぎ」、「K子の部屋」（作詞：藤公之介 編曲：松岡直也）EP
- たちはらるい - 「人を愛したら」「心の端をつまんで」「少女の誘惑」「涙が耳を濡らして」「ガラスの愛撫」（作詞：藤公之介 編曲：小六禮次郎） 1981年9月 LP「じゃあ、また・・・」
- 日吉ミミ - 「ピリオッド」「春待ちながら」（作詞：門谷憲二 編曲：竹村次郎）1980年 EP
- ペギー葉山 - 「あかねさす紫野」「あかねさす紫野part II」「落葉の日」（作詞：山口洋子 編曲：小六禮次郎）1979年11月5日 LP「恋歌-万葉の心を求めて-」
- 恵あい - 「あいつは私の情夫だった」（作詞：千家和也 編曲：高田弘）「女ざかり」（作詞：るい 編曲：高田弘）※作曲：ジョルジュ 滝名義　1979年　EP
- 桃井かおり - 「愛のかさねぎ」（作詞：桃井かおり 編曲：後藤次利） 1981年7月5日 LP「FIVE」

## 競作曲・カバー曲
- 青木裕史 - 「旅でもしようか」「男と女の光景」「青春の宴」1988年5月21日 CD「リサイタル-百万本のバラ-」 「めぐり逢い紡いで」「春は横顔」「トマト・ジュースで追いかえすのかい」1993年9月3日 CD「風のルフラン」 「ダスティン・ホフマンになれなかったよ」
- 梓みちよ - 「トマトジュースで追いかえすのかい」（編曲：後藤次利）1982年3月21日 EP
- 麻生よう子 - 「青春の宴」「人を愛したら」（編曲：竜崎孝路）1983年6月 EP
- 大木康子 - 「季節の中に埋もれて」「旅でもしようか」1991年6月21日 CD「季節の中に埋もれて」
- 小野寺昭 - 「旅でもしようか」（編曲：萩田光雄）1977年5月 EP 「街」（編曲：小六禮次郎）1977年11月 LP「旅・青春・ふるさと」
- 門倉有希 - 「めぐり逢い紡いで」（編曲：今泉敏郎）2003年2月21日 CDS「J」CW
- 狩人 - 「過ぎ去りし想い出は」1978年11月25日 LP「KARYUDO First Live」
- クミコ - 「私はもう女です」（編曲：国吉良一） 2008年3月19日 CD「友よ! 〜あの出発ち（たびだち）を“青春”と呼ぼう〜」
- 小柳ルミ子 - 「哀しみ通せんぼ」「愛されてますか」1979年11月 LP「やさしさということ」
- さとう宗幸 - 「娘をよろしく」1993年3月24日 CD「風とともに」 「過ぎ去りし想い出は」（編曲：矢野立美）1993年9月22日 CD「過ぎ去りし想い出は」
- すがはらやすのり - 「旅でもしようか」2004年9月23日 CD「タペストリー-愛のつづれ織-」
- 関口祐二 - 「過ぎ去りし想い出は」（ギター演奏、ボーカル・原田ユリコ、フランス語によるボーカル、フランス語題「Nos souveniss s'envolent」）
- 高橋亜貴子 - 「後悔（ぐち）」（編曲：大野久雄）1984年 EP
- たちはらるい - 「ダスティン・ホフマンになれなかったよ」「街」「ママ」（「僕のママ」と同曲）「60歳の日」（編曲：小六禮次郎）1981年9月 LP「じゃあ、また…」
- 白竜 - 「ダスティン・ホフマンになれなかったよ」2006年
- 原大輔 - 「過ぎ去りし想い出は」「めぐり逢い紡いで」（編曲：竜崎孝路）1984年 LP「秋冬」 「めぐり逢い紡いで」（編曲：丸山雅仁）1992年6月2日 CDS
- 日高晤郎 - 「過ぎ去りし想い出は」（編曲：チコ本間）「めぐり逢い紡いで」（編曲：中村暢之）1992年12月9日 CD「泣きたい時に」
- 尾藤イサオ - 「ダスティン・ホフマンになれなかったよ」 2009年9月30日 CD「オマージュ HOMME」
- 日吉ミミ - 「ラブ・イズ・ゴーン」（編曲：神山純）2005年3月9日 CD「<COLEZO!>日吉ミミベスト」
- 布施明 - 「新宿恋物語」1977年12月5日 LP「布施明ライヴ」 「めぐり逢い紡いで」（編曲：宮川泰）1978年9月5日 EP
- ポーラ・チョイ（徐小鳳） - 「Never Could Say Good-bye」（漢表記「星星問」あるいは「謝幕」）
- ボニージャックス - 「旅でもしようか」1986年3月21日 CD「旅情」 「ダスティン・ホフマンになれなかったよ」
- ミルバ（Milva） - 「過ぎ去りし想い出は」1996年5月22日 CD「日本語の歌」
- 夢彗 - 「旅でもしようか」2002年2月21日 CD「ソフト・ヒーリング・ソング16-歌はジャンルを超えて-」
- ヤドランカ（Jadranka Stojaković） - 「過ぎ去りし想い出は」1994年 CD「信じているの」
- 山崎イサオ - 「坂の上の二階」「めぐり逢い紡いで」「過ぎ去りし想い出は」「青春の宴」「ダスティン・ホフマンになれなかったよ」「翌朝」「見送った季節のあとで」「旅でもしようか」「トマトジュースで追い返すのかい」1993年3月24日 CD「風の中で」
- レイモンド・チョイ（蔡濟文） - 「ダスティン・ホフマンになれなかったよ」1992年9月21日 CDS

## 未発表曲
（レコード化されなかった歌）
- 「カラス」 - ステージ曲
- 「黄色いリンゴ」 - ステージ曲
- 「墓守唄」 - ステージ曲
- 「Mrギターマン」 - ステージ曲
- 「賛歌」 - 昭和47年合歓ポピュラーフェスティバル「日本歌謡祭'72」出場曲（作詞：阿久悠 作曲：井上忠夫）
- 「シンドバッドの船」 - NHK「みんなのうた」

## スクランブル・ダスティン・バンドのメンバー
- 大塚博堂（ボーカル、ギター、コンガ、ピアノ）
- 岩村義道（リードギター）・・・博堂デビュー4ヶ月後から博堂と二人でツアー（福岡時代の仲間）
- 山中さとし（フルート、ギター、キーボード）・・・岩村が呼び寄せた、福岡時代の仲間
- 竹村進二（ベース）
- 桜田賢（ドラム）
- 逸見良造（キーボード）

（参加順、バンドメンバーは入れ替わりあり、主なメンバー記載）

## マスコミ出演記録
- 1978年（昭和53年）
  - 2月13日 『夜のヒットスタジオ』 フジテレビ、「哀しみ通せんぼ」唄う
  - 11月29日 『スターと共に・夜は友達』 東海ラジオ（ディクスジョッキー：大塚博堂）
- 1979年（昭和54年）
  - 5月20日 『ニューミュージックナウ』 FM愛知（司会：伊藤強、古手川祐子）
  - 7月8日 『ニューミュージック共和国』 FM愛知（司会：小林よしと）
  - 末頃 『（番組名不明）』 NHK-FM（女性アナウンサー）
  - 12月15日 ドラマ『ちょっとマイウェイ』 日本テレビ 桃井かおりの恋人役で出演
  - 12月16日 『DENONライブコンサート』 FM東京（司会：菅野沖彦）
  - 12月29日 『ヤングタウン東京・サタディーハッピーナイトコンサート』TBSラジオ（司会：ハイ・ファイ・セット、ゲスト：ザ・ナターシャー・セブン、サーカス）
- 1981年（昭和56年）
  - 2月頃 『テクギン サウンド スポット』 文化放送（司会：梶原茂、ゲスト：アルフィー）
  - 春頃 『（番組名不明）』NHK-FM（DJ：大塚博堂、3日分）
  - 春頃 『関東ミュージックエクスプレス』 ラジオ局不明 （司会：山崎イサオ）
  - 5月5日 『子供の歌のフェスティバル』 NHKテレビに出演（共演：ペギー葉山・菅原洋一・雪村いづみ）
  - 9月20日 『今夜はすごいぜ』 FM愛知 （司会：つボイノリオ）4月頃にスタジオ録音されていたが、放送前に逝去し、オクラ入りになっていたのを9月に追悼番組として放送。

## ライブ、コンサートの記録
- 1976年（昭和51年）10月20日 「いわき市コンサート」 - いわき文化センター（ツアー開始初期のもの）
- 1977年（昭和52年）
  - 3月　「労音コンサート」 - 水道橋・労音会館（神田パンセ）
  - 3月5日 「別府市ライブ」 - ヤンキースタジアム。LP「過ぎ去りし想い出は」発売キャンペーン
  - 秋頃 「福島市コンサート」 - 福島市民会館
  - 11月頃 「函館市コンサート」 - 函館市民会館 （「ふきのとう」とのジョイント・ライブ）
- 1978年（昭和53年）
  - 5月23日 「旭川市コンサート」 - 旭川市公会堂（福沢恵介とのジョイント・ライブ）
  - 6月 「山形市コンサート」 - 山形県民会館※カラオケDAM「めぐり逢い紡いで」に出てくる映像は、このコンサートのもの。
  - 7月 「労音コンサート」 - 新宿・厚生年金小ホール
  - 8月3日 - 大阪・梅田コマ（太田裕美・大上留利子とのジョイント・ライブ）
  - 10月31日 「NEW・30 MUSIC コンサート」 - 東京・九段会館（佐々木幸男・田口清・大野真澄とのジョイント・ライブ）
- 1979年（昭和54年）
  - 2月10日 「山形市コンサート」 - 山形県県民会館（ビデオ録画もあり）
  - 4月20日「労音コンサート」 - 有楽町・よみうりホール
  - 5月 - 6月頃 「真駒内コンサート」 - 真駒内区民センター
  - 5月28日 「新潟市コンサート」 - 新潟市公会堂
  - 10月「労音コンサート」 - 荒川区民会館
  - 11月5日 - 日本青年館（タイム・ファイブとのジョイントライブ）
  - 11月「労音コンサート」 - 中野公会堂
- 1980年（昭和55年）
  - 2月 「労音コンサート」 - 立川市市民会館
  - 4月21日「労音コンサート」 - 渋谷公会堂
  - 12月19日 - 新宿ロフト（江本孟紀とのジョイント・ライブ）
- 1981年（昭和56年）
  - 3月18日 「横浜市コンサート」 - 神奈川県民ホール
  - 3月19日「労音コンサート」 - 有楽町・よみうりホール
  - 3月頃 「日高晤郎カフェオーレサロン」 - 札幌パークホテル

## 参考資料・単行本
- ダスティン・ホフマンになれなかったよ - 著者：藤公之介・大塚博堂、1976年7月31日発行、ルック社、680円
  - 大人になれなかった男たちのバラード 〈上記の改題版〉 - 1977年7月31日発行、ルック社、850円
  - ダスティン・ホフマンになれなかったよ 〈上記の復刻版〉 - 1994年3月25日発行、吟遊社、1,000円
- 博堂伝説〜ダスティン・ホフマンになれなかったよ〜 〈2度目の復刻版かつ新装版〉 - 2002年5月18日発行、岩崎電子出版、1,800円（2006年現在入手可能）
表紙・写真などが変更され、最終章「博堂との別れ、そして山田友人との出会い」が加筆された。
- 博堂は風になった - 大塚俊英著、1982年5月20日発行、日之出出版、980円
博堂の13歳違いの兄が1回忌に出版した追悼本。「大塚博堂、その短すぎた音楽人生」として、関係者の話や、新聞記事、労音機関紙、渡辺プロ機関紙などの資料を参考にして纏めた。
- 博堂は風になった 〈新装版〉 - 博堂生誕50年記念、1994年12月25日発行、吟遊社、1,200円
- 詩集・大塚博堂よ - 藤公之介著、1995年6月発行、吟遊社、1,800円
『ダスティン・ホフマンになれなかったよ』の作詞家・藤公之介が、亡き大塚博堂に捧げた詩集。
- 劇画・ダスティン・ホフマンになれなかったよ - 原作：藤公之介、画：大木三千代、1995年5月18日発行、1,000円
女性誌「セブンティーン」1981年10月号に掲載されたものが、単行本として15回忌に発行された。内容は、1981年10月に銀座「博品館」で上演された博堂追悼ミュージカル「ダスティン・ホフマンになれなかったよ」 のダイジェスト版。
- 大塚博堂・楽譜全集 - 1979年2月10日発行、ドレミ楽譜出版社 （写真及び資料提供 - 渡辺音楽出版社）、1,000円
ファーストアルバム『ダスティン・ホフマンになれなかったよ』から、4枚目のアルバム『LOVE IS GONE』までの44曲分が収録されている。
- 大塚博堂・楽譜全集 - 1984年9月20日発行、ドレミ楽譜出版社 （写真及び資料提供 - 渡辺音楽出版社）、1,800円
ファーストアルバム『ダスティン・ホフマンになれなかったよ』から、7枚目のアルバム「感傷」までの76曲に、ライブ盤・追悼盤とEP盤から7曲、合計83曲を収録。

## 大塚博堂追悼曲
1. 「ダスティン・ホフマンになれたじゃないか」 - 1981年（昭和56年）10月 博堂追悼ミュージカルで発表。（唄：たちはらるい 作詞：藤公之介 作曲：たちはらるい 編曲：小六禮次郎）
2. 「駆けぬけた風」 - 博堂に奉げる歌としてシャンソン歌手、青木裕史が作詞作曲し自分のコンサートで唄う。（唄・作詞・作曲：青木裕史）
3. 「おまえの声が聞こえる」 - 1993年（平成5年） 博堂13回忌追悼CD「風の中で」に収録。（唄：山崎イサオ 作詞：山川啓介 作曲：宮川泰 編曲：渡辺俊幸）
4. 「Nice to Meet You」 - 1993年（平成5年） 博堂13回忌追悼CD「風の中で」に収録。（唄：山崎イサオ 作詞:池田裕幾 作曲：宮川泰 編曲：渡辺俊幸）
5. 「総天然色の日々」 - 1994年（平成6年） 博堂に奉げる歌としてリリース。（唄：原大輔 作詞：藤公之介 作曲：高関勝美 編曲：竜崎孝路）
6. 「ダスティン〜博堂別離の詩」 - 告別式で詠まれた弔辞の詩に作曲し、2004年（平成16年）発表。（唄・作曲：山田友人 作詞：井手ごいち）
7. 「一本のギター」 - 博堂生誕60年、24回忌記念曲。（唄・作曲：田口徹 作詞：藤公之介）
8. 「博堂の風に吹かれて」 - 博堂生誕60年、24回忌記念曲 2004年（平成16年）12月発表。（唄・作曲：山田友人 作詞：藤公之介）
9. 「今もそして永遠に…」 - 2006年9月に発売された大塚博堂デビュー30年、没後25年を機に作られた甥、大塚郷のCD「愛歌・今もそして永遠に…」に収録。（唄・作詞・作曲：大塚郷）

## 関連人物・項目
- 五木寛之 - アルバム「ダスティン・ホフマンになれなかったよ」収録曲、「一冊の本」の歌詞に登場する。ラジオ番組、五木寛之の夜 （TBSラジオ）で、三雲孝江と博堂の事をトークをしていた。歌詞の五木寛之の所に色々な作家を当てはめて『やっぱり五木寛之がぴったりだな』と話したり、『歌詞に出てくる男と女の愛の憎しみってどの小説かな？』、『彼の声は低音はいいが、高いところの出ていいね（←正しい発言に訂正求む）』などと語る。
- 江本孟紀 - 現役時代、知人を貰ったテープを聴きファンになる（大学の先輩である山本浩二と言う説もある）。その後、知人を介して博堂と知り合う。プロスポーツ選手歌合戦で、博堂の持ち歌を歌い優勝したこともある。1980年12月19日、新宿ロフトでジョイントコンサートを行った（ゲスト・古沢憲司）。その後お互い忙しくなり、曲を博堂に書いてもらう約束をしていたが、亡くなったため実現せず。二日後先発の予定だったが、球団に許可をもらい通夜に参列した。また、メモリアルコンサートに数回出演している。野球関係では、他では、元・広島カープ・西武ライオンズ投手で、左のワンポイントとして活躍した永射保が博堂ファンである。
- 大沢悠里 - リクエスト葉書で名を知り、番組にゲストで呼んでから親しくなった。自身の番組のコーナーで「旅でもしようか」を流す。アナウンサー界の大塚博堂と自称している。
- さとう宗幸 - フランスの吟遊詩人・ジョルジュ・ムスタキ（Georges Moustaki）を敬愛する者、デビューが遅かった者同士で親しくしていた。アルバムで、博堂の「過ぎ去りし想い出は」「娘をよろしく」をカバー。また、「過ぎ去りし想い出は」はアルバムのタイトルになっている。
- 高倉健 - 知人に博堂の歌が入ったテープをもらいファンになる（1981年11月21日・報知新聞記事より）。作詞家・藤公之介に、新しいアルバムを出すので博堂と組んで曲を作ってほしいと電話でオファーしたことがある（急ぎの仕事のため実現せず）。博堂と実際に会ったことはないが、メモリアルコンサートに数度、一ファンとしてメッセージを贈る。
- 髙橋真梨子 - 博多のクラブ「絹」、「長島」などでジャズシンガーとして同時期に活動していた。「88」では、大塚博堂と高橋真梨子の2枚看板で交互にステージで歌っていた。また、博堂の事を兄のように慕っていた。この当時、デビュー前の俳優田中健がよく見に来ていた。
- タモリ - 福岡の中洲で博堂がJAZZを歌っていた頃のファンの一人であり、仲間でもあった。タモリが上京した時、博堂は歓迎会を開いている。タモリのリクエストで「マイファニーバレンタイン」を歌ったというエピソードがある。
- はらたいら - 著書「めぐり逢い紡いで」（1981年10月発行）の前書きにおいて、以下のように記している。

| 「 | 「めぐり逢い紡いで」―このタイトルは、覚えている方も多いと思うが、今年、三十七歳で亡くなられた歌手、大塚博堂さんの歌から拝借した。職業こそ違え、ぼくとほぼ同年齢で、彼の歌にはどこか“同世代の哀歓”が感じられたからだ。 | 」 |

- 藤山寛美 - 娘の結婚式で大塚が「娘をよろしく」を歌った。夫が渡辺プロの社員なので出席した。
- 布施明 - 「めぐり逢い紡いで」を歌う。他にも「新宿恋物語」をコンサートで歌っていた。
- ペギー葉山 - 1979年に万葉集を現代風に作詞して、ニューミュージック系の作曲家に曲をつけてもらい歌う企画レコード「恋歌-万葉の心を求めて-」を出す。そのうち「あかねさす紫野」「落葉の日」を博堂が担当（他には、来生たかお・南佳孝・西谷翔・米山拓巳）。企画段階で、誰に作曲をして欲しいか？と言うのに、真っ先に博堂の名が思いついた。歌う前に博堂が歌ったデモテープが届き聴いたが、それを聴いて「こんな風に歌えるだろうか？」と感じた。レコーディングには、博堂が一緒にいたが、表情を変えず、本当にいいと思っているのか心配になる。このアルバムは、1980年の第22回日本レコード大賞企画賞を受賞。博堂の死後行ったメモリアル・コンサートで泣いたなどのエピソードを、13回忌のイベントにゲスト出演したときに語った後「あかねさす紫野」を歌う。